# Línea 71 (Buenos Aires)
La Línea 71 es una línea de colectivos del Área Metropolitana de Buenos Aires. Une la Plaza Miserere con la Estación Villa Adelina de la Línea Belgrano Norte, en el límite entre los partidos de Vicente López y San Isidro.
Sus unidades, están pintadas con blanco, azul, rojo y negro y la CNRT (ente regulador de transporte argentino) en octubre de 2011 autoriza a la empresa a prestar servicio con un total de 100 unidades.

## Historia
La línea 71 tiene sus orígenes en el año 1958, con la fundación de la entonces línea 22 de la provincia de Buenos Aires, la cual era un desprendimiento de un ramal de la línea 21. La creación de la línea 22 tuvo lugar el 1 de noviembre de 1958, y comenzó sus operaciones con 10 unidades, que eran los coches más antiguos de la línea 21.
El primer recorrido de la línea iba desde el Puente Saavedra hasta la intersección de las calles Uzal y Paraná de Vicente López.
Hacia 1961, tuvo su primera extensión, posibilitada por la pavimentación de otro tramo de la calle Paraná, la cual le permitió llegar hasta la estación Villa Adelina. Para cubrir este nuevo tramo se habilitó a la empresa a poner en servicio 20 unidades.
El rápido crecimiento de la línea siguió con una nueva extensión en 1962, con la que la línea ingresó a Capital para terminar ahora en la Estación Saavedra del Ferrocarril General Bartolomé Mitre. Junto con el ingreso a la Ciudad de Buenos Aires, la línea logra fusionarse en 1966 con la línea 171, ex ómnibus de la estatal Transportes de Buenos Aires (T.B.A.), que en la privatización había pasado a la empresa M.O.D.O. (Micro Ómnibus Doscientos Ocho). Con la fusión de ambas líneas se forma una nueva razón social: Sociedad de Transportes de Pasajeros Líneas 22 y 171.
El 2 de enero de 1969 el reordenamiento de números y líneas llevado a cabo, le confirió a la línea su actual número 71, ya que la línea tenía jurisdicción nacional al circular por la ciudad y la provincia de Buenos Aires. 
Hacia 1983, la línea agrega un nuevo ramal, por Panamericana con lo que la flota de la empresa sumó otros 17 coches, para totalizar 81 colectivos.
El último cambio significativo fue durante 2005 cuando se comenzaron los servicios por el nuevo Maipú por Congreso.
Con el correr de los años el número de unidades ha ido incrementándose hasta llegar a las 100 actuales para cumplir adecuadamente con las frecuencias y prestar un servicio adecuado a los usuarios, ya que la cantidad y densidad del tráfico ciudadano hacía cada vez más largo el viaje.

## Recorridos

### RamalEstación Villa Adelina-Plaza MiserereXMaipú

Ida a Plaza Miserere: 9 de Julio, Paraná, Gervasio Méndez, Paraná, Av. Bartolomé Mitre, Paraná, Av. Maipú, Av. Cabildo, Av. San Isidro Labrador, Pico, Roque Pérez, Vilela, Melián, Paroissien, Tronador, Crisólogo Larralde, Av. Triunvirato, Bauness, Dr. Pedro Ignacio Rivera, Av. Triunvirato,  Av. Federico Lacroze, Av. Corrientes, Av. Pueyrredón, Av. Rivadavia, Ecuador hasta Bartolomé Mitre.
Regreso a Villa Adelina: Desde Ecuador y Bartolomé Mitre, por Bartolomé Mitre, Paso, Sarmiento, Antonio Machado, Ramos Mejía, Av. Angel Gallardo , Camargo, Darwin, Muñecas, Av. Dorrego, Guzmán, Av. Jorge Newbery, Av. Corrientes, Av. Federico Lacroze, Av. Triunvirato, Olazábal, Pacheco, Av. Monroe, Díaz Colodrero, Nuñez, Mariano Acha, Jaramillo, Av. Parque Roberto Goyeneche, Av. Dr. Ricardo Balbín, Manzanares, Plaza, Vilela, Melian, Ruiz Huidobro, Superí, Deheza, Av. San Isidro Labrador, Av. Cabildo, Av. Maipú, Paraná, Av. Fondo de la Legua, Paraná, Gervasio Méndez, Paraná, 9 de Julio.

### RamalEstación Villa Adelina-Plaza MiserereXMaipúporAvenida Congreso

Ida a Plaza Miserere: 9 de Julio, Paraná, Gervasio Méndez, Paraná, Av. Bartolomé Mitre, Paraná, Av. Maipú, Av. Cabildo, Av. San Isidro Labrador, Pico, Roque Pérez, Vilela, Melián, Paroissien, Tronador, Crisólogo Larralde, Av. Donado, Av. Congreso, Capdevila, Quesada, Av. Triunvirato, Bauness, Dr. Pedro Ignacio Rivera, Av. Triunvirato, Av. Federico Lacroze, Av. Corrientes, Av. Pueyrredón, Av. Rivadavia, Ecuador hasta Bartolomé Mitre.
Regreso: Desde Ecuador y Bartolomé Mitre, por Bartolomé Mitre, Paso, Sarmiento, Antonio Machado, Ramos Mejía, Av. Angel Gallardo, Camargo, Darwin, Muñecas, Av. Dorrego, Guzmán, Av. Jorge Newbery, Av. Corrientes, Av. Federico Lacroze, Av. Triunvirato, Av. Olazábal, Pacheco, Av. Monroe, Díaz Colodrero, Av. Congreso, Donado, Tomás A. Le Breton, Holmberg, Manzanares, Av. Parque Roberto Goyeneche, Av. Dr. Ricardo Balbín, Manzanares, Plaza, Vilela, Melian, Ruiz Huidobro, Superí, Deheza, Av. San Isidro Labrador, Av. Cabildo, Av. Maipú, Paraná, Av. Fondo de la Legua, Paraná, Gervasio Méndez, Paraná, 9 de Julio.

### RamalEstación Villa Adelina-Plaza MiserereXPanamericana

Ida: 9 de Julio, Paraná, Gervasio Méndez, Paraná, Av. B. Mitre, Paraná, Au. Ing. Pascual Palazzo, Av. Donado, Crisólogo Larralde, Av. Triunvirato, Bauness, Dr. Pedro Ignacio Rivera, Av. Triunvirato, Av. Federico Lacroze, Av. Corrientes, Av. Pueyrredón, Av. Rivadavia, Ecuador hasta Bartolomé Mitre.
Regreso: Desde Ecuador y Bartolomé Mitre, por Bartolomé Mitre, Paso, Sarmiento, Antonio Machado, Ramos Mejía, Av. Angel Gallardo, Camargo, Darwin, Muñecas, Av. Dorrego, Guzmán, Av. Jorge Newbery, Av. Corrientes, Av. Federico Lacroze,  Av. Triunvirato, Av. Olazábal, Pacheco, Av. Monroe, Díaz Colodrero, Nuñez, Mariano Acha, Jaramillo, Av. Parque Roberto Goyeneche , Besares ,  Holmberg, Au. Ing. Pascual Palazzo, Paraná, Av. Fondo de la Legua, Paraná, Gervasio Méndez, Paraná, 9 de Julio.

## Cuadros tarifarios

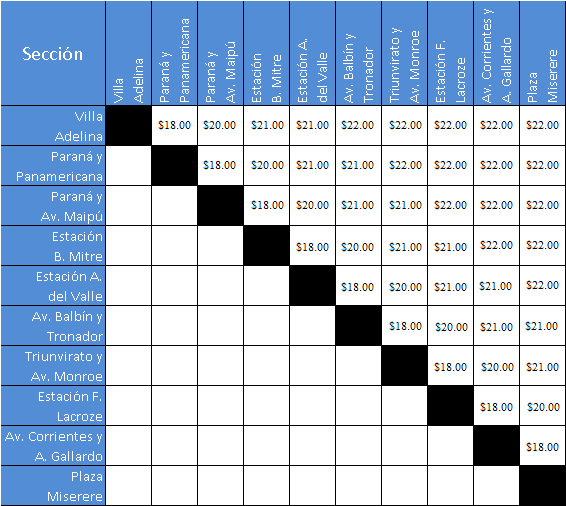
Ramal Maipú
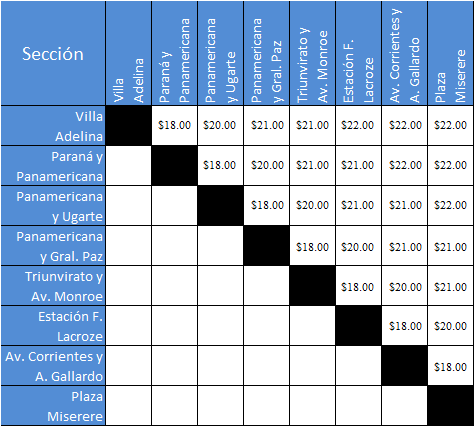
Ramal Panamericana

## Horarios

### Horario normal
Ramal Panamericana

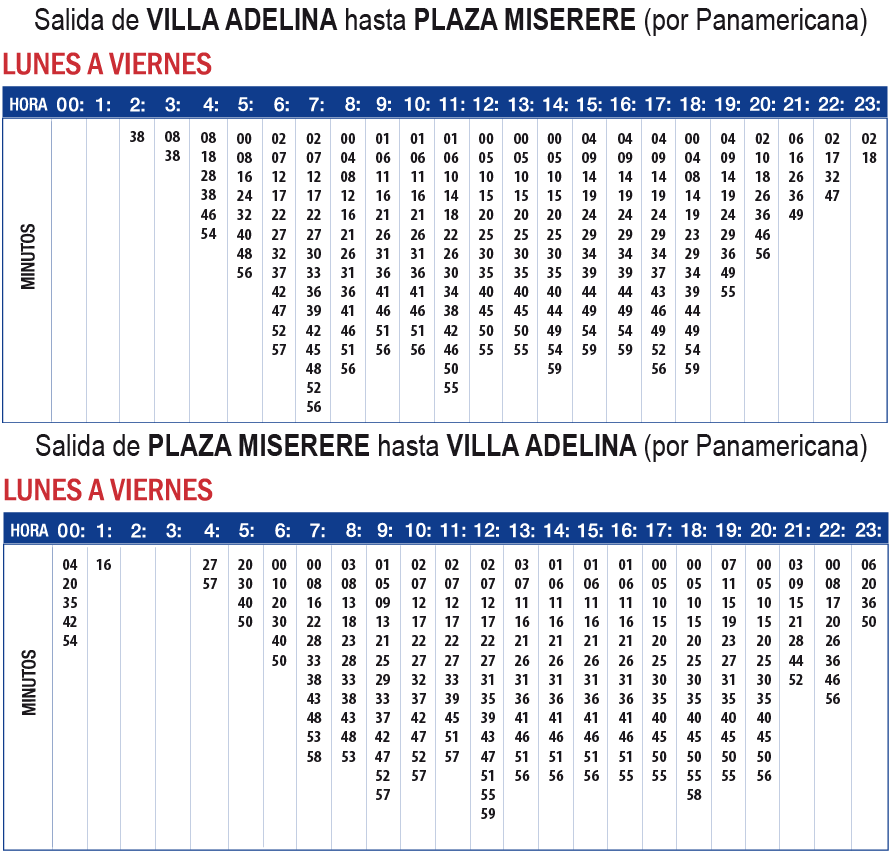
Horario lunes a viernes
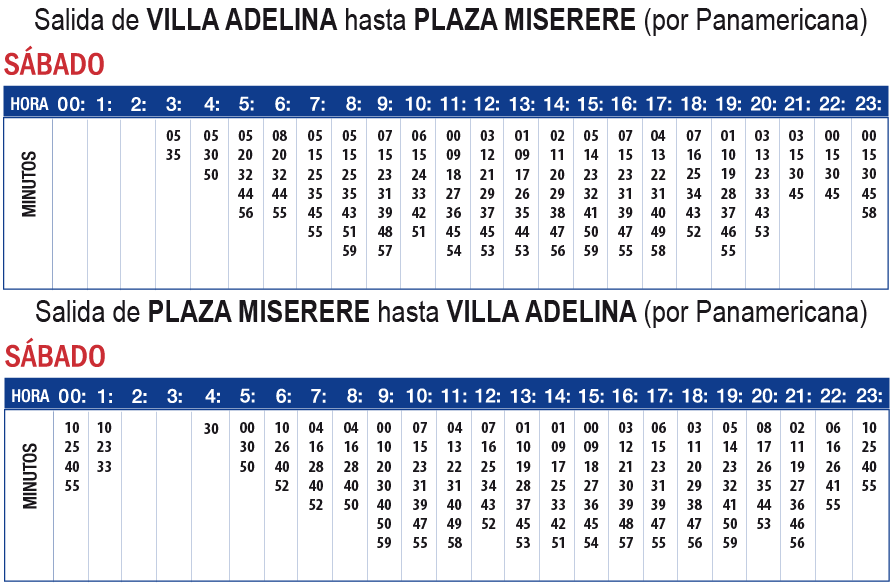
Horario sábado
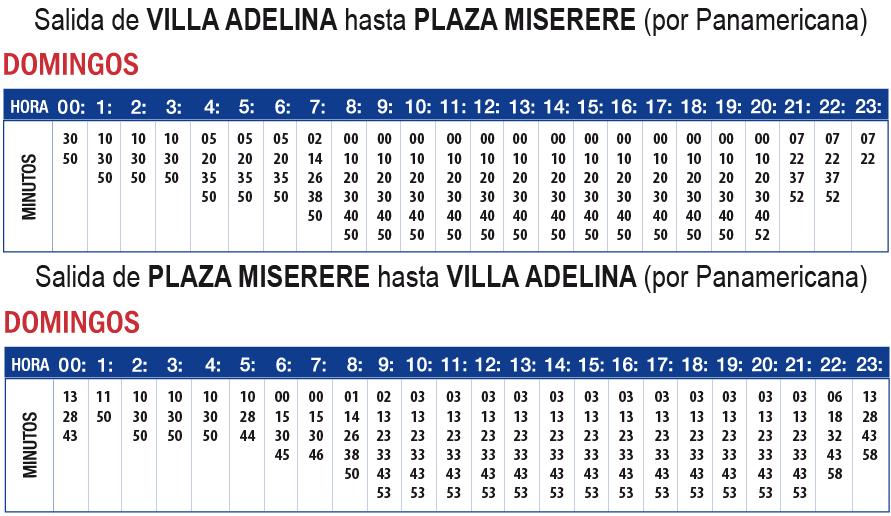
Horario domingo
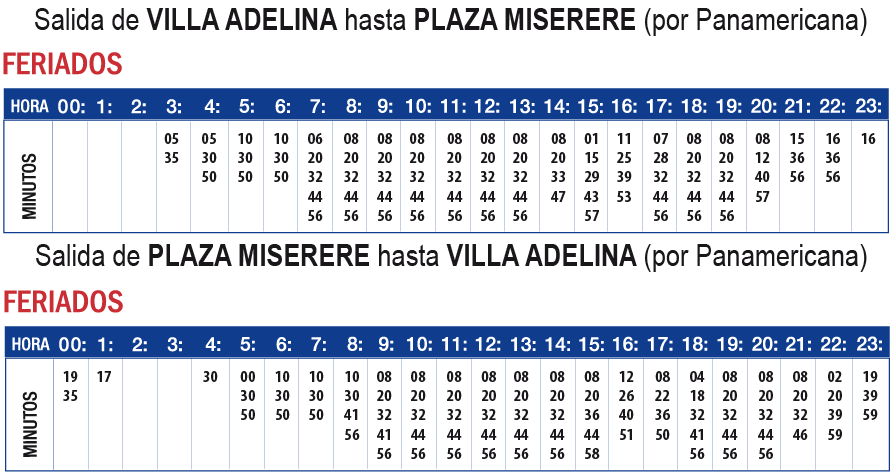
Horario feriado

Ramal Maipú

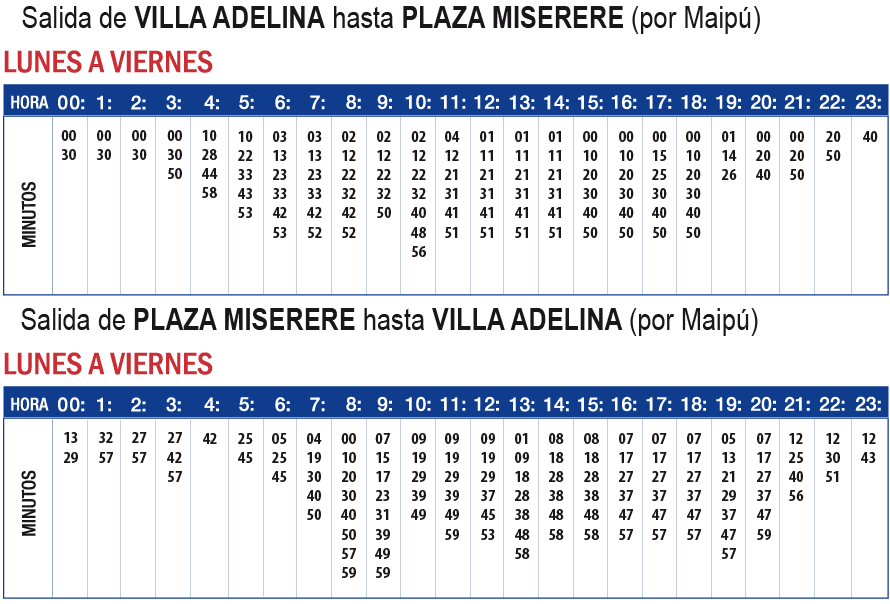
Horario lunes a viernes
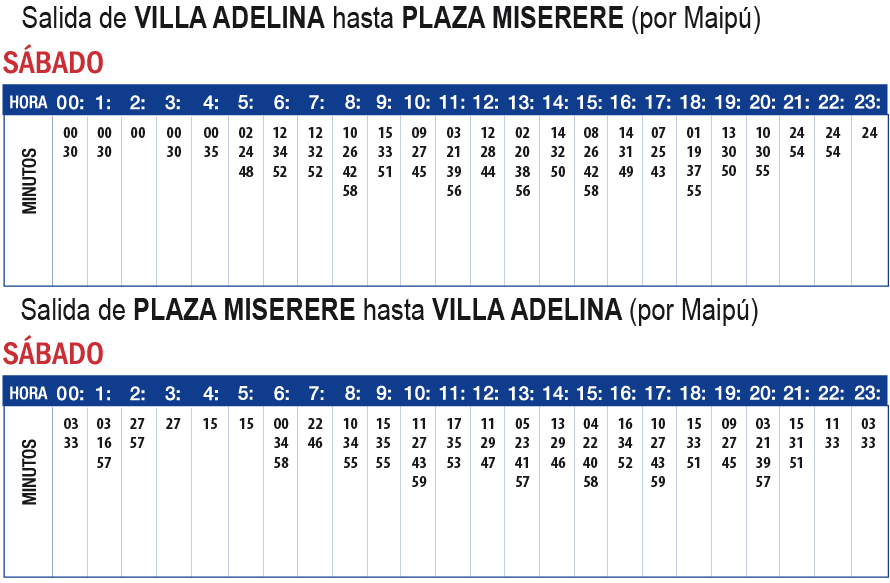
Horario sábado
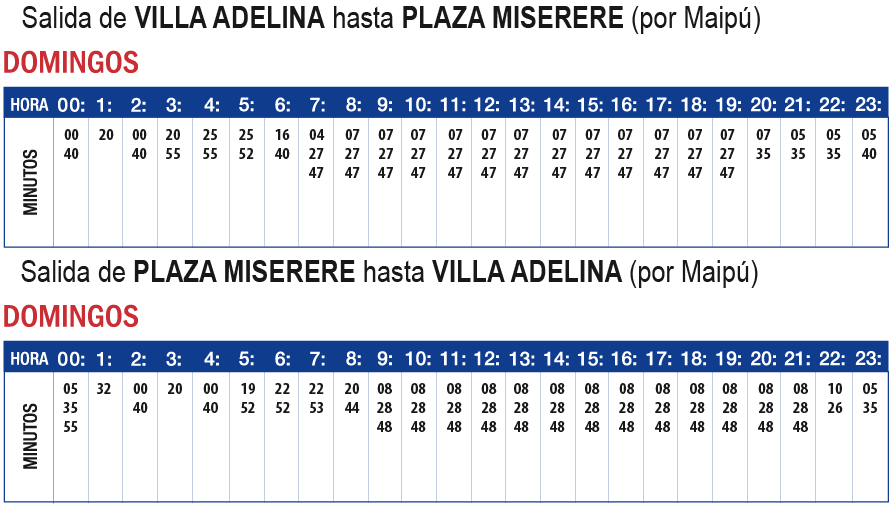
Horario domingo
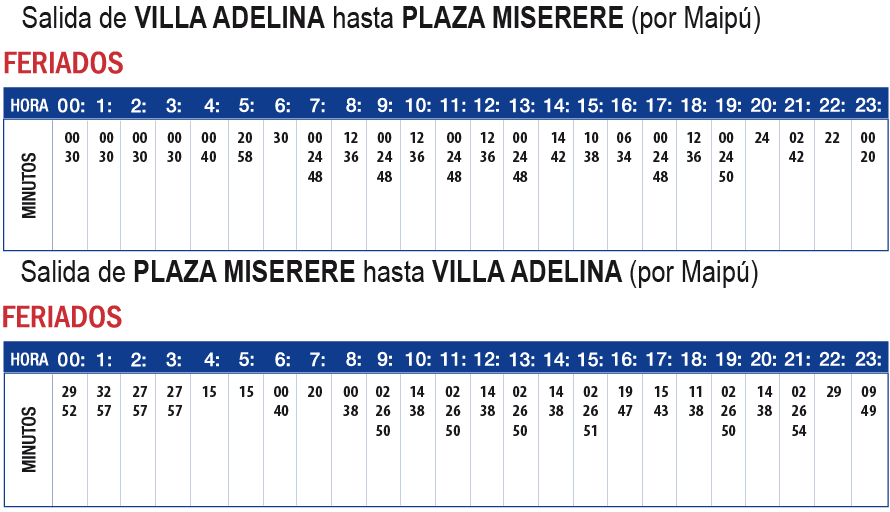
Horario feriado

Ramal Maipú por Av. Congreso

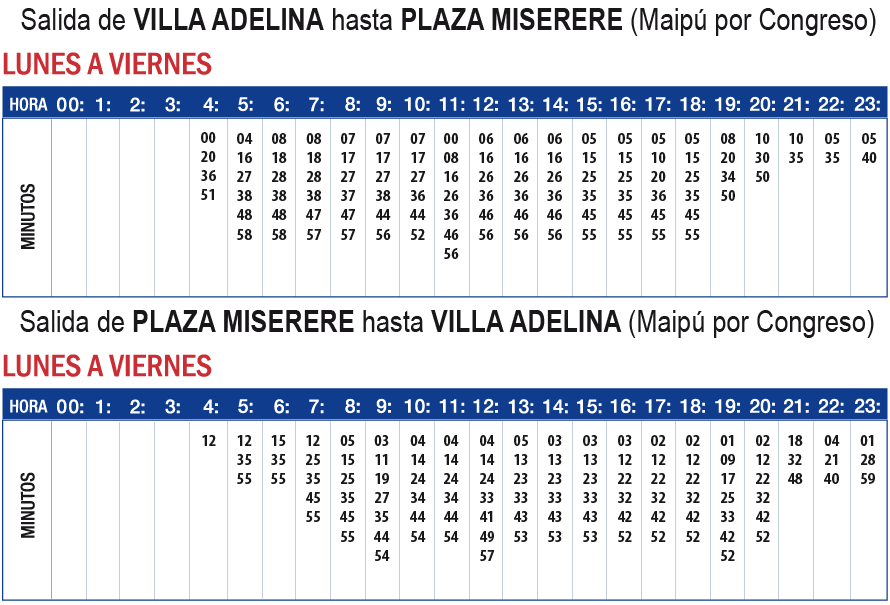
Horario lunes a viernes
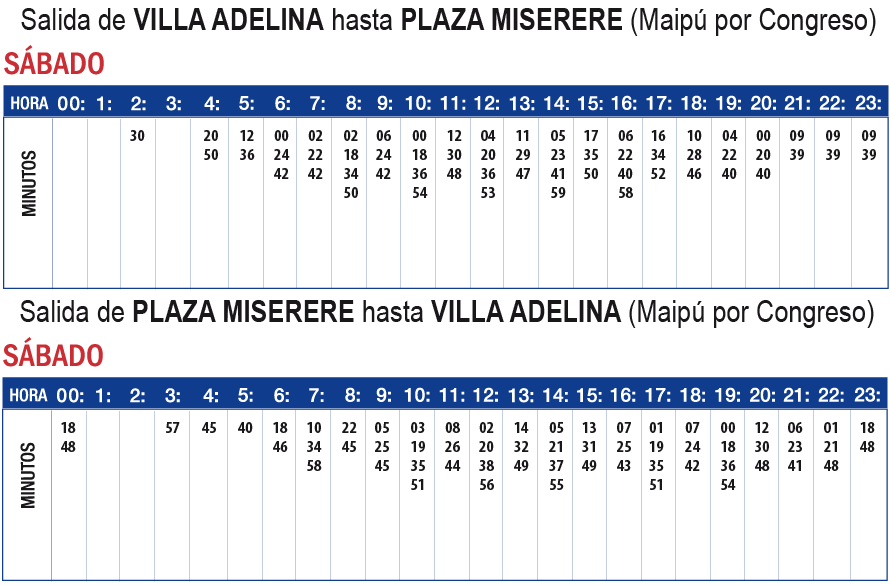
Horario sábado
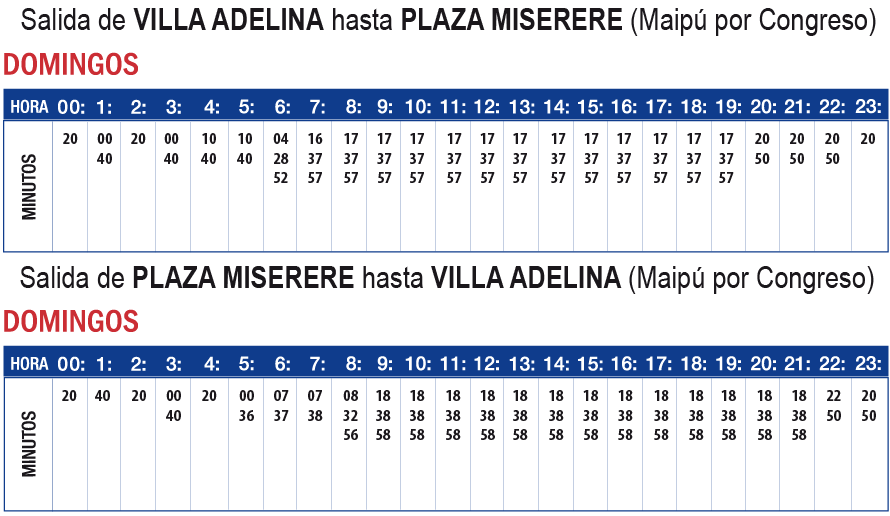
Horario domingo
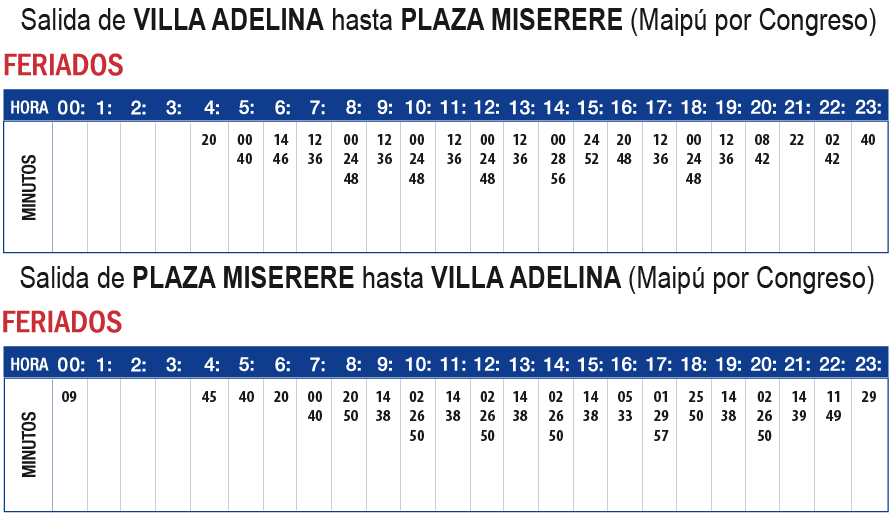
Horario feriado

## Lugares de interés
- Plaza Miserere
- Avenida Corrientes
- Abasto Shopping
- Estación Federico Lacroze
- Cementerio de Chacarita
- Avenida Triunvirato
- Avenida Congreso
- DOT Baires Shopping
- Puente Saavedra
- Avenida Maipú (partido de Vte. López)
- Quinta Presidencial
- Tren de la Costa
- Estación Mitre
- Norcenter
- Unicenter
- Estación Villa Adelina

## En la cultura popular
El músico Lito Vitale, oriundo de Villa Adelina y el cual solía tomar el colectivo para ir a Plaza Miserere, le dedicó una milonga llamada El 71.